# Unvi Urbis DD
Unvi Urbis DD je model dvoupodlažního autobusu, vyráběného španělskou společností Unvi. Produkce zahrnuje různé délkové varianty (10,7 m, 12 m, 13 m, přes 14 m), počty náprav (dvounápravový, třínápravový) i výšky vozidla (od 3,99 do 4,2 m). Autobusy mají vyhlídkovou horní palubu, takže jsou využívány k turistickým jízdám po městech.
Dva vozy s podvozkem a motorem Scania a pohonem na CNG zakoupil v roce 2020 Dopravní podnik Ostrava, který je od listopadu 2020 nasadil na expresní linku 78 a od června 2021 na vyhlídkovou linku 88.